# Dia (program)
Dia je diagramový program napsaný v jazyce C jako součást projektu GNOME a dostupný pro řadu platforem, mimo jiné Linux (a jiné UN*Xy a Unixy), Mac OS X a Microsoft Windows. Podporuje rozšíření napsaná v Pythonu a je dostupný pod licencí GNU GPL, jedná se tedy o svobodný software.
Má podporu pro vývojové diagramy, schémata elektrických obvodů, síťové diagramy, ERM, UML. Nové prvky lze přidat pomocí XML souborů používajících podmnožinu formátu SVG.